# Anodontostoma chacunda
Anodontostoma chacunda és una espècie de peix pertanyent a la família dels clupeids.

## Descripció
- Pot arribar a fer 22 cm de llargària màxima (normalment, en fa 14).
- 17-25 radis tous a l'aleta anal.[6][7][8]

## Reproducció
A l'estuari del riu Godavari té lloc entre el novembre i el febrer.

## Alimentació
Menja diatomees, radiolaris, mol·luscs, copèpodes i crustacis.

## Hàbitat
És un peix d'aigua dolça, salabrosa i marina; pelàgic-nerític; anàdrom i de clima tropical (31°N-23°S, 47°E-171°E) que viu entre 0-50 m de fondària.

## Distribució geogràfica
Es troba des del golf Pèrsic fins a l'Índia, el mar d'Andaman, el golf de Tailàndia, Indonèsia, el Vietnam, les illes Filipines, el nord d'Austràlia, les illes Carolines i Nova Caledònia.

## Ús comercial
Es comercialitza fresc, congelat, assecat, en salaó, bullit i en mandonguilles.

## Observacions
És inofensiu per als humans.